# Otto Fleischer

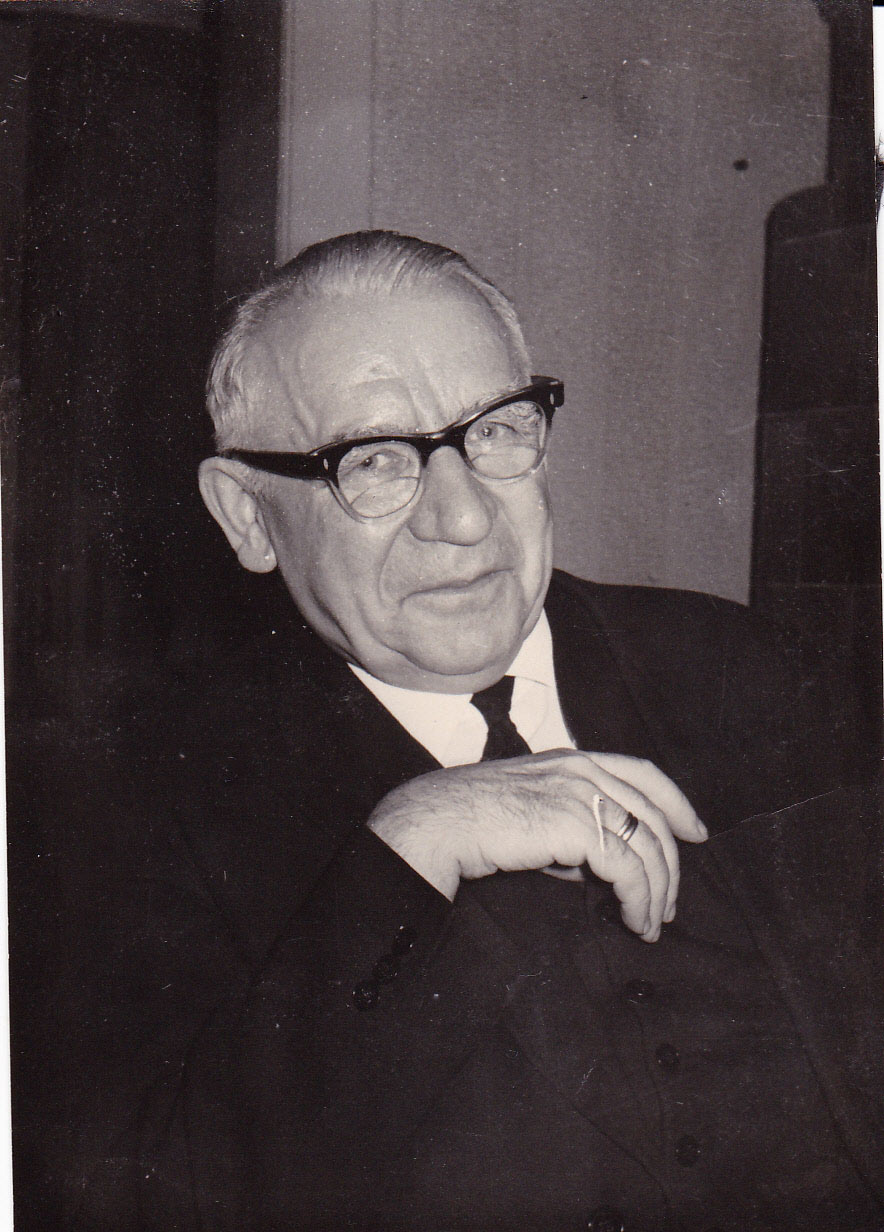
Otto Fleischer 1967

Otto Fleischer (* 30. Januar 1901 in Breslau; † 28. März 1989 in Radensleben bei Neuruppin) war ein deutscher Bergbauingenieur, vermeintlicher Spion für den BND und Opfer der DDR-Geheim- und Schauprozesse der frühen 1950er Jahre.

## Leben
Otto Fleischer ging in Trebnitz/Schlesien zur Schule. Während der Oberschulzeit arbeitete er als Bergpraktikant in der Oheimgrube in Kattowitz. 1923 legte er das Abitur an der Oberrealschule in Breslau ab und begann das Studium des Bergbaus an der Technischen Hochschule Berlin. Er schloss 1926 mit dem Diplom ab und nahm eine Anstellung als Betriebsassistent einer Steinkohlengrube in Beuthen/Oberschlesien an und wurde 1933 dort Grubenbetriebsführer. 1930 bis 1933 war er Mitglied der SPD. 1933 wurde er Meister des 3. Grades der Freimaurer.
Unter den Nationalsozialisten setzte er seine berufliche Karriere fort und leitete von 1939 bis 1945 die Giesche-Grube in Kattowitz. Er erhielt 1942 das Kriegsverdienstkreuz 2. Klasse und 1943 den Titel „Bergwerksdirektor“. Fleischer arbeitete für das Rüstungsministerium Albert Speers und meldete in seinem und Speers Namen unter anderem das Patent Nr. 94957 für einen Kohlenstaubmotor an. Es basierte auf einer kontrollierten Kohlenstaubexplosion und sollte am Ende des Krieges anstelle von flüssigem Treibstoff eingesetzt werden, kam jedoch nie zur Ausführung.
Nach dem Krieg arbeitete Fleischer als wissenschaftlicher Hilfsarbeiter an der Bergakademie Freiberg, anschließend als technischer Leiter der Steinkohlenverwaltung und wurde im April 1950 ordentlicher Professor für Bergbaukunde. Er war seit der Zwangsvereinigung von SPD und KPD zur SED 1946 Mitglied der SED und von 1950 bis 1952 Mitglied des Sächsischen Landtags.
Im April 1952 kam es zu einem Grubenbrand im Steinkohlenwerk Martin Hoop, bei dem 48 Bergleute ums Leben kamen. Fleischer kannte das Werk gut und wurde zur Aufklärung des Unglücks als Experte in eine Untersuchungskommission gebeten. Es entstanden jedoch drei weitere solche Kommissionen, die einflussreichste um den späteren Staatschef der DDR Walter Ulbricht. Ulbricht – damals stellvertretender Ministerpräsident – drängte auf zwei Schauprozesse, wobei beim ersten vor allem Arbeiter des Steinkohlenwerks zu hohen Strafen verurteilt wurden. Beim zweiten ging es, losgelöst von dem Grubenunglück, um vermeintliche Spionage und Sabotage von hohen Funktionären in der DDR-Kohleindustrie.

### Verhaftung und Prozess

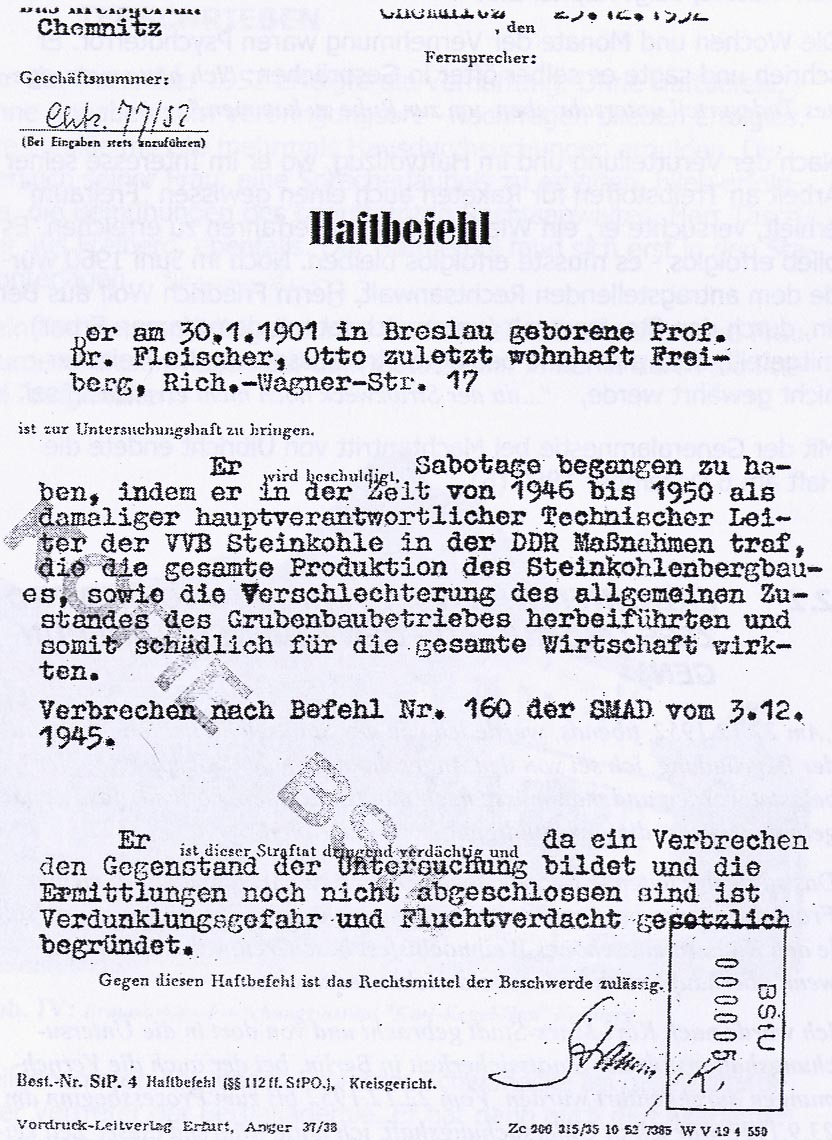
Haftbefehl für Fleischer (1952)

Die DDR-Behörden verhafteten Otto Fleischer am 22. Dezember 1952 mit der Begründung, er sei von Angeschuldigten der „Gruppe Kappler“ belastet worden. Bereits in den Wochen zuvor waren seine Freunde und Kollegen Wilhelm Kappler, Hans Hertel und Conrad Kuchheida verhaftet worden, wenig später Georg Bank, Bruno Fankhänel und Herbert Kribus. Auch der Grubeninspektor des Steinkohlenwerk Karl Marx in Zwickau Ludwig Kandler kam in U-Haft. Der Vorwurf war Sabotage gegen Bergbaueinrichtungen der DDR und Spionage für westliche Geheimdienste. Fleischer kam in ein Gefängnis des Ministeriums für Staatssicherheit. Das damals erst frisch gegründete Ministerium nahm auch die Organisation des Prozesses und die Durchführung der Haftstrafen vor.

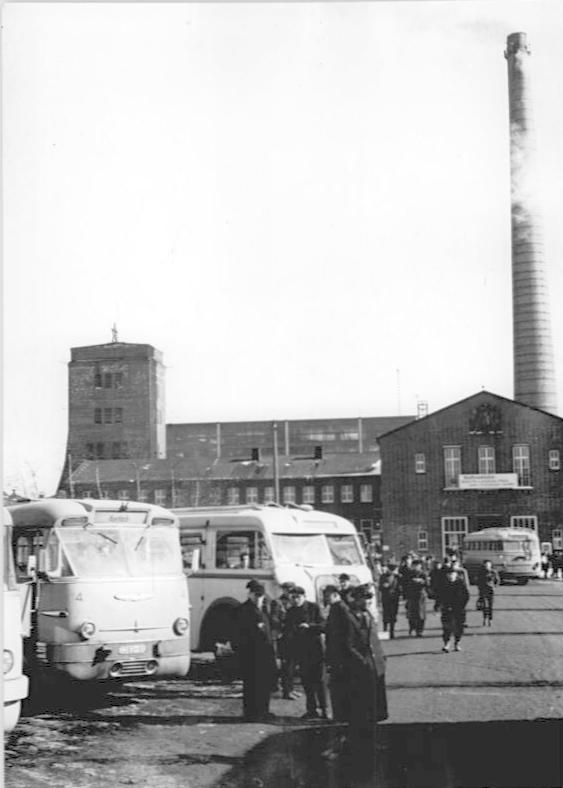
Schacht IV des Steinkohlenwerks Martin Hoop, 1962. Ein Grubenunglück in diesem Schacht 1952 war ein Auslöser für Fleischers Prozess.

Als Auslöser für das nun folgende Strafverfahren, nicht aber als Ursache, sah Fleischer später rückblickend das Grubenunglück am 19. April 1952 im Schacht IV des Zwickauer Martin-Hoop-Werks. Aus der Suche nach Schuldigen für die mangelnden Sicherheitsvorkehrungen wurde ein Schauprozess geplant, der wirtschaftliche Probleme der DDR auf ein westliches Agentennetz und „reaktionäre“ DDR-Funktionäre zurückführen sollte. Verschärft wurde Fleischers Lage durch die politische Großwetterlage immer unzufriedenerer Bürger (Versorgungsengpässe) und dem daraus folgenden Aufstand vom 17. Juni 1953. Die Verhandlung war ursprünglich für den 2. Juni 1953 anberaumt worden, wurde aber wegen der politischen Entwicklungen verschoben.

#### Untersuchungshaft
Während der Untersuchungshaft hatte Fleischer, wie es damals in der DDR-Justiz üblich war, keinen Kontakt zur Außenwelt. Sein Wunschanwalt wurde nicht zugelassen, der Pflichtverteidiger kam erst zwei Tage vor Prozessbeginn. Fleischer schreibt in seinen ab 1980 erstellten Aufzeichnungen, dass er nicht physisch gefoltert wurde, jedoch psychisch, und infolgedessen eine Anschuldigung seiner Vernehmer nach der anderen zugab:

„An und für sich genügten […] die Isolierhaft, der Ton der Vernehmungen, die keulenschlagartig auf mich niederprasselnden Anschuldigungen wie ‚Verbrecher, Lump, Saboteur‘ […], die zeitweise dichte Folge von Nachtvernehmungen, um eine Anklageschrift gegen mich als den Spitzenfunktionär einer ‚vom Westen planmäßig in der DDR zurückgelassenen Verschwörerbande‘ aufzubauen. […] Ich war nicht mehr kritikfähig für das, was da aufgeschrieben wurde und was ich zu unterschreiben hatte, wenn ich total übermüdet in die schützenden Wände meiner Einzelzelle zurückkehren und die Augen, wann auch nur im Sitzen oder Stehen, einmal für Augenblicke zumachen konnte, bis der Posten vor der Zellentür mir zubrüllte: ‚Aufstehen, Sie haben geschlafen.‘“

#### Prozess
Der Prozess fand vor dem 1. Strafsenat des Obersten Gerichts der Deutschen Demokratischen Republik vom 21. bis 26. September 1953 in Berlin statt. Der damals kommissarische Vizepräsident des Obersten Gerichts, Oberrichter Walter Ziegler, führte die Verhandlung. Beisitzende Richter waren Theodor Seidel und Max Möbius, Hilfsrichter war Heinrich Löwenthal. Die Oberstaatsanwaltschaft war durch Generalstaatsanwalt Ernst Melsheimer und Kurt Flemming vertreten, das Protokoll führte Barfus. Das Urteil lautete auf 15 Jahre Zuchthaus und fünfjährige Aberkennung der bürgerlichen Ehrenrechte wegen Kriegs- und Boykotthetze.
Der Prozess gehörte zu den ersten und größten einer ganzen Reihe von Verfahren, in denen die DDR-Justiz mit einem weit ausgelegten Gesetz („Boykotthetze“) harte Urteile gegen vermeintliche Regimegegner fällte. Verschärfend kam bei diesem Urteil hinzu, dass der Arbeiter-Aufstand vom 17. Juni 1953 die DDR-Führung alarmiert hatte und sie über ihre Justiz auf Abschreckung drängte. Zudem formierten sich in der Zeit westliche Geheimdienste, allen voran der Dienst Gehlen, Vorgänger des Bundesnachrichtendienstes, dessen Agent Clemens Laby laut Prozessakten von den Angeklagten mit Informationen versorgt wurde. Laby und Fleischer kannten sich seit ihrem Studium; auch Laby war Diplom-Bergingenieur. Der Spionagevorwurf konzentrierte sich in der Urteilsbegründung auf folgendes angebliche Treffen Fleischers mit Laby:

„Anfang 1947 fand zwischen Laby und den Angeklagten Fleischer und Kappler in Zwickau eine Besprechung statt, in deren Verlauf Laby den Angeklagten erklärte, daß die Ruhrindustrie nicht daran denke, Material für den Ausbau der volkseigenen Kohlenwirtschaft zu liefern. Es komme nunmehr darauf an, zu beweisen, daß der Aufbau der volkseigenen Wirtschaft ohne Hilfe der kapitalistischen Ruhrindustrie nicht möglich sei. Alle drei kamen daraufhin überein, weitere Personen in ihren Plan einzubeziehen. […] Laby war daran interessiert, für die Kohlenbergbauleitung [im Westen] Nachrichten über die Entwicklung des Zwickau-Oelsnitzer Steinkohlenbergbaus zu sammeln. Die daraufhin von Fleischer an Laby gelieferten Dokumente und mündlichen Informationen ermöglichten es, einen detaillierten Überblick über die gesamte Lage des sächsischen Steinkohlenbergbaus und über die Verhältnisse in der Bergakademie Freiberg zu gewinnen. […]
Durch die Preisgabe der beabsichtigten Westeinkäufe war es dem amerikanischen Geheimdienst möglich, die für den sächsischen Steinkohlebergbau dringend benötigten Materialien auf ihre so genannte Vorbehaltsliste zu setzen und damit eine Lieferung an die Deutsche Demokratische Republik zu verhindern.“

Der von Otto Fleischer bestellte Verteidiger wurde vom Gericht abgelehnt und durch einen Pflichtverteidiger ersetzt. Nur geladene Gäste waren während des Prozesses anwesend. Fleischers Ehefrau wurde bei ihrer Anreise nach Berlin am Ostbahnhof aus dem Zug geholt und zurückgeschickt. Allen sieben Angeklagten warf das Gericht neben der Informationsbeschaffung für eine „Reihe von Agenten und Spionageagenturen des deutschen und amerikanischen Monopolkapitals“ Sabotage vor. Fleischer habe zum Beispiel „Eine komplette elektrische Lokförderanlage, die für die Erschließung des Nordostfeldes bereitgestellt war, […] nach dem Rudolf-Breitscheidt-Schacht“ verlegt, „wo sie drei Jahre unbenutzt stehen blieb und dem Verrotten ausgesetzt war.“ (ebenda, S. 17) „Außerdem stand Fleischer mit dem Schwiegersohn Adenauers, Werhahn, dem Besitzer der Horremer Braunkohlengruben und der dazugehörigen Brikettfabriken, in Verbindung“ und verschaffte dessen technischem Leiter „Bitschnau […] Überblick über die gesamte Braunkohlenindustrie in der Deutschen Demokratischen Republik“ (ebenda, S. 19). Wie in diesen Prozessen häufig der Fall, unterstellte man auch hier dem Angeklagten Schlüsselpositionen im Nationalsozialismus; des Weiteren Kontakte zu den in der DDR als Spionageorganisation für den Westen angesehenen Zeugen Jehovas.

#### Umgang mit Akademikern
Die DDR-Führung hatte sich in der 1. Kulturverordnung der Deutschen Wirtschaftskommission vom 31. März 1949 für einen gemäßigten Umgang mit etablierten, also schon zu Zeiten des Nationalsozialismus tätigen Wissenschaftlern ausgesprochen, um diese nicht in den Westen abwandern zu lassen. In dem Urteil gegen Fleischer zitiert das Gericht diesen Paragraphen, hält ihn jedoch nicht für auf die Angeklagten anwendbar: „Einige wenige Angehörige der alten Intelligenz […] fühlten sich als ‚Offiziere des Kapitals’ und konnten sich nicht von ihrer Bindung zu den Monopolherren lösen.“ Dennoch war das Urteil im Verhältnis zu den monströsen Anschuldigungen mild; in vielen Prozessen der Zeit mit weniger „Intelligenz“ auf der Anklagebank fielen Todesurteile. Auch die Studienerlaubnis für Fleischers Söhne war Zeichen einer gewissen Zurückhaltung.

### Haft und Amnestie
Otto Fleischer kam in ein Speziallager in Gumnitz bei Eggesin. Dies war eine Außenstelle des vom MfS in Hohenschönhausen betriebenen „Lager X“. Zusammen mit zeitweise 100 Experten (Bauleute, Chemiker, Physiker, Elektroniker) forschte Fleischer dort an seinem alten Speer-Patent für feststoffliche Raketenantriebe weiter – zwar ohne Ergebnis, aber, wie er in seinen privaten Erinnerungen schrieb, gut honoriert („Ingenieurgehalt Gruppe V, 1500 bis 1600 Mark brutto“). Im Rahmen einer Amnestie anlässlich Walter Ulbrichts Aufstieg zum Staatsratsvorsitzenden und damit zum Staatschef der DDR wurde Fleischer 1961 aus der Haft entlassen und zog nach Berlin.
Er ließ sich am 29. März 1961 in Eisleben vom MfS-Oberleutnant Harry Möbis zum „geheimen Informanten“ (GI) für das Ministerium für Staatssicherheit anwerben. Sein Deckname war Dr. Lange, die Adresse Irenenstraße 18 in Berlin-Lichtenberg. Der Anwerbung ging ein Vorgespräch am 22. Februar im Hotel Astoria in Leipzig voraus, bei dem Fleischer unter anderem zu klären versuchte, wie er damit umgehen solle, meist als „Professor“ angesprochen zu werden. Er verriet bei dem Treffen auch den Ausreisewunsch seiner Schwester und riet dazu, mit ihr ein Kadergespräch zu führen, um sie von der geplanten „Republikflucht“ abzuhalten. Bis zu seiner Rente 1966 war er Mitarbeiter des Mansfeld-Kombinats Eisleben und arbeitete dort unter anderem an einer maschinellen Abbaumethode für den Kupferbergbau. Am 2. Mai 1967 stellte die Abteilung XVIII des MfS den „GI-Vorgang“ mit Fleischer mit der Begründung ein, er sei jetzt Rentner und zudem stark herzkrank.
Am 19. Dezember 1991 rehabilitierte ihn einstimmig die 6. Strafkammer des Landgerichts Berlin (Kassationsgericht). Otto Fleischer kämpfte seit seiner Haft im Lager X um diese Rehabilitierung, starb jedoch 1989 in Radensleben bei Neuruppin. In seinen persönlichen, nie veröffentlichten Aufzeichnungen nannte er den Strafprozess eine „Lebenskatastrophe“, deren „Warum“ ihn bis zu seinem Lebensende beschäftigte.

### Publikationen
- Bergmännische Beobachtungen und Versuche über Gebirgsbewegungen im oberschlesischen Steinkohlenbergbau zur Klärung von Gebirgsdruckfragen. In: Glückauf. Nr. 29–31. Glückauf, Essen 1934, S. 25 (Breslau, TeH., Diss., 1933).
- Otto Fleischer, Jürgen Fleischer (Hrsg.):  Lebenserinnerungen eines Bergingenieurs. Books on Demand, Norderstedt 2014, ISBN 978-3-7322-6481-0.